# Marie Thérèse Charlotte de Bourbon

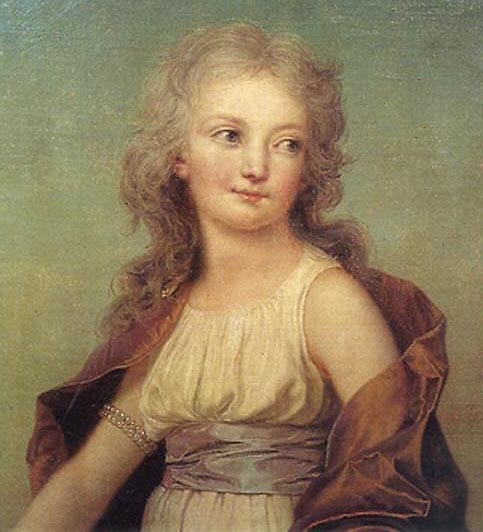
Marie Thérèse von Frankreich als Kind (Gemälde von Adolf Ulrik Wertmüller, 1786)

Marie Thérèse Charlotte von Frankreich, bekannt als Madame Royale (* 19. Dezember 1778 in Versailles; † 19. Oktober 1851 in Schloss Frohsdorf bei Lanzenkirchen), war das älteste Kind des französischen Königs Ludwig XVI. und der Königin Marie-Antoinette. Sie war die einzige Überlebende der Königsfamilie während der Französischen Revolution.
„Madame Royale“ wuchs am französischen Königshof von Versailles auf und wurde im Zuge der Französischen Revolution mit ihrer Familie nach einem missglückten Fluchtversuch aus den Tuilerien im Temple in Paris inhaftiert. Nach der Freilassung 1795 wurde Marie Thérèse ab 1799 durch Heirat Herzogin von Angoulême. Von 1824 bis 1830/1836 trug sie den Titel Dauphine und von 1836 bis 1844 war sie Titularkönigin von Frankreich.

## Leben

### Geburt und Kindheit

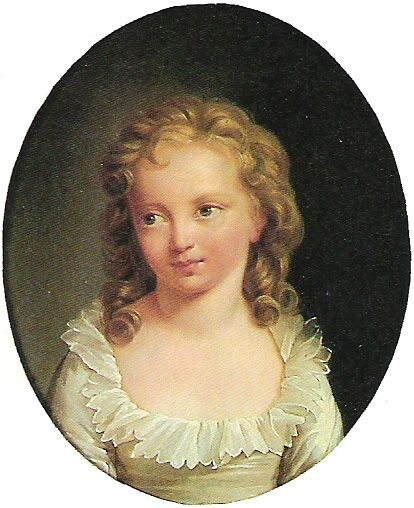
Marie Thérèse als Kind

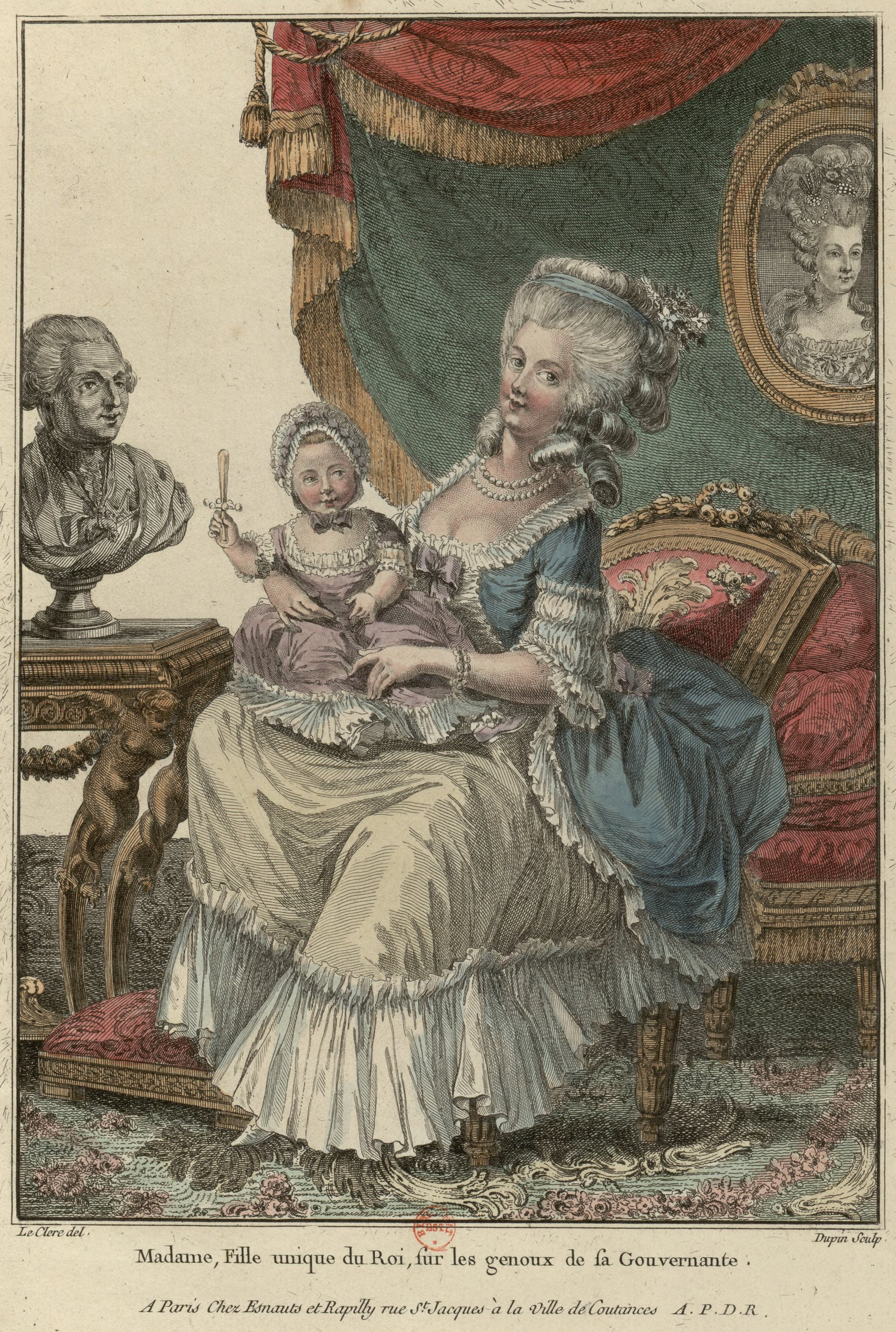
Marie Thérèse 1779 mit ihrer Erzieherin Prinzessin von Guémené

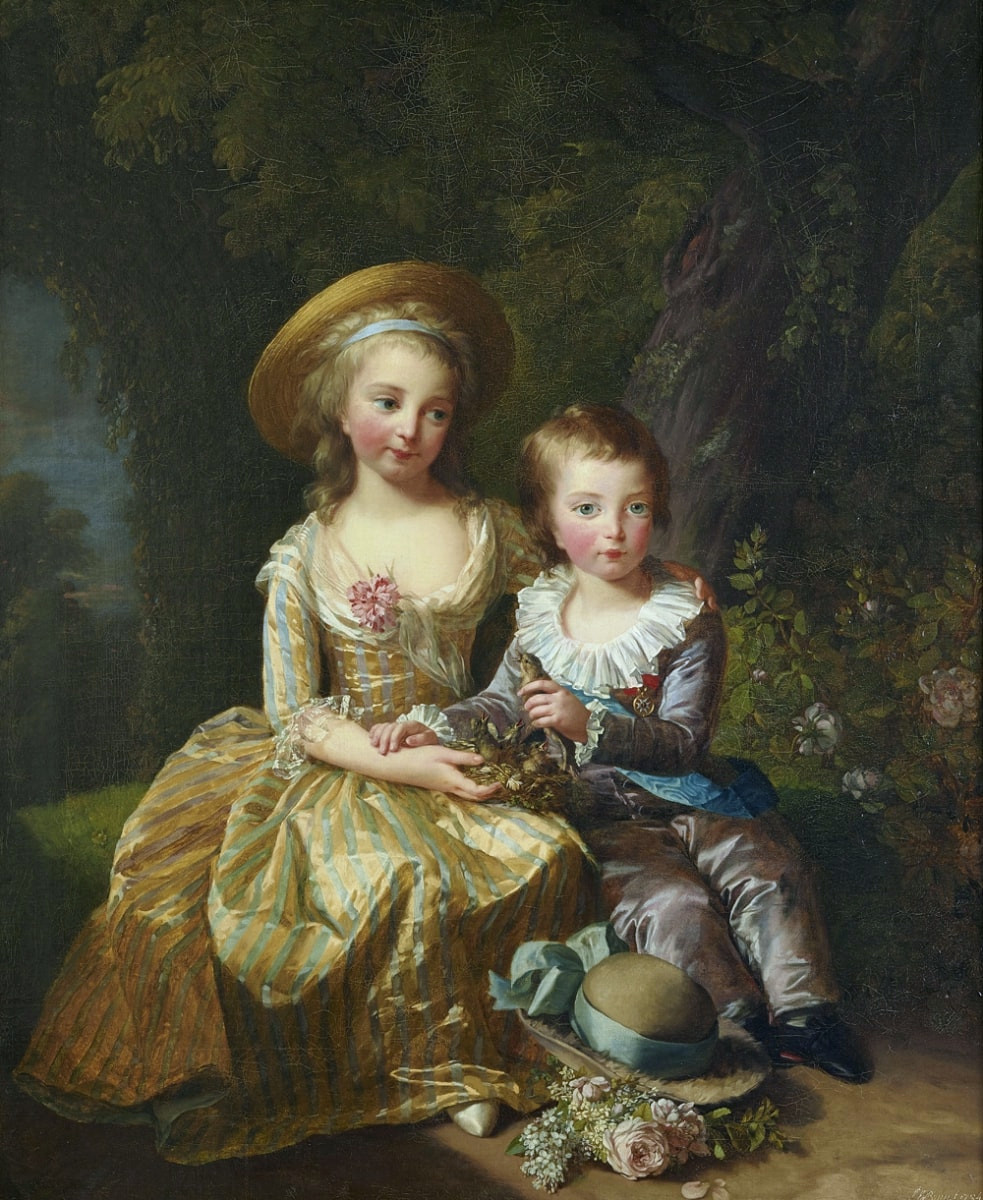
Marie Thérèse mit ihrem Bruder Louis Joseph, 1784

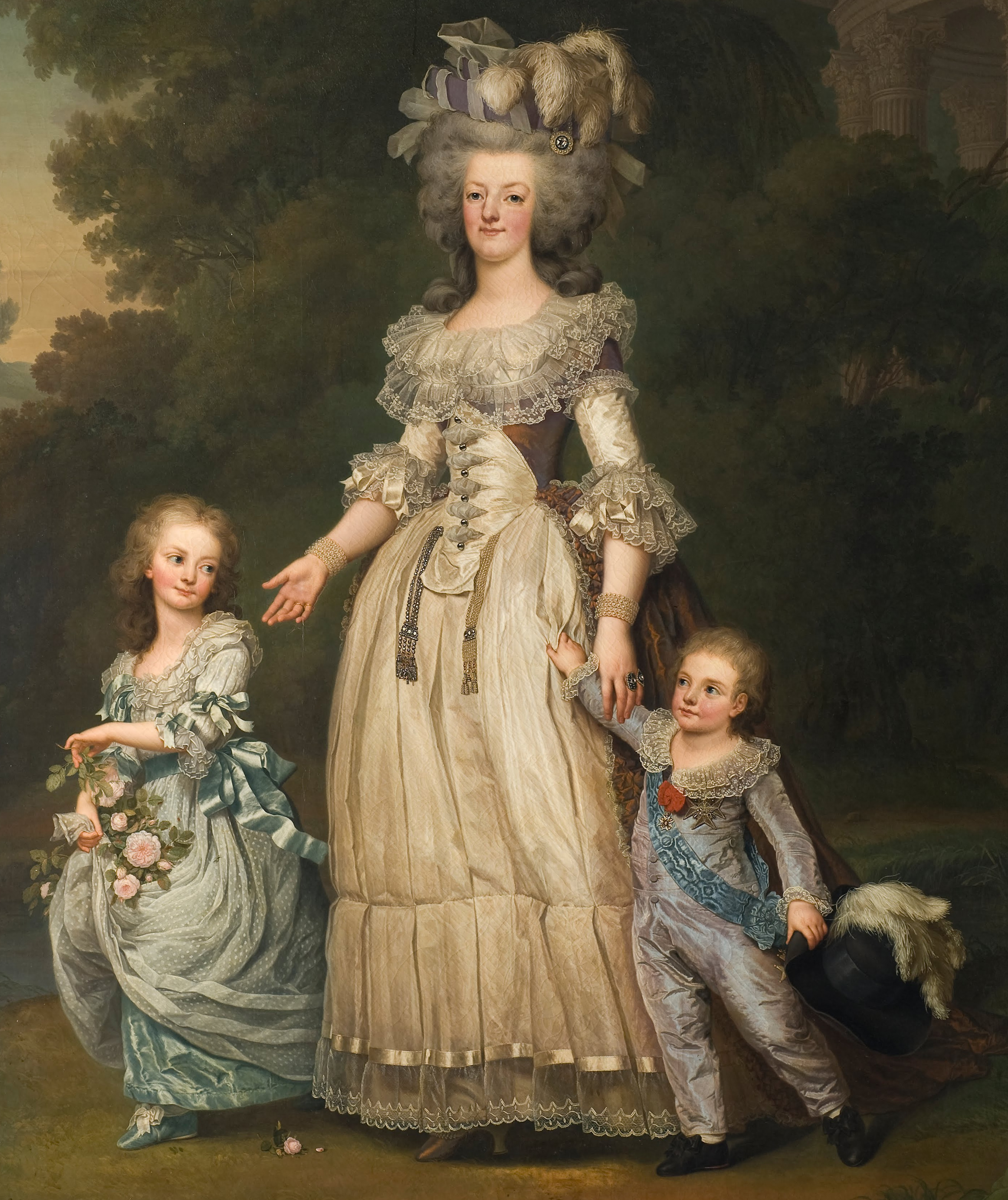
Marie-Antoinette mit Marie Thérèse und Louis Joseph, (Wertmüller 1785)

Die 1770 geschlossene Ehe von Marie-Antoinette und Ludwig XVI. blieb jahrelang kinderlos. Erst nach einem Besuch von Marie-Antoinettes Bruder, des Kaisers Joseph II., und dessen Aufklärungen mit dem König konnte die Ehe des jungen Königspaares zufriedenstellend vollzogen werden. Am 5. Mai 1778 gab der Hof offiziell die Schwangerschaft der Königin bekannt. Ludwig beschenkte seine Gattin reichlich und ließ noch vor der Entbindung einen Kostümball für sie ausrichten.
Am 18. Dezember 1778 gegen Mitternacht verspürte die Königin erste Schmerzen und der König wurde daraufhin geweckt. Ludwig berichtete in seinem Tagebuch, dass Marie-Antoinette sich nun vom Paradebett in ihr Gebärbett begab. Die Entbindung der Königin von Frankreich fand zu jener Zeit öffentlich statt. Madame Lamballe rief die königliche Gefolgschaft von Versailles herbei und schickte Pagen aus: nach Saint-Cloud zur Herzogin von Bourbon, zur Fürstin von Conti, zum Herzog von Orléans sowie nach Paris zum Herzog von Bourbon, zum Fürsten von Conti und zum Herzog von Chartres. Mitten in dem großen Andrang der Höflinge fiel die Königin in Ohnmacht. Aufgrund dieser Erfahrung schaffte der König die alte höfische Regel der öffentlichen Geburt gänzlich ab, um die Mutter bei weiteren Geburten zu schonen.
Das Kind kam schließlich am 19. Dezember 1778 gegen elf Uhr zur Welt. Marie-Antoinette hatte eingeführt, zu fast jeder Gelegenheit zu klatschen, so dass dies auch für den Säugling geschah. Die Königin glaubte daraufhin, einen (männlichen) Thronfolger geboren zu haben. Nachdem sie das Geschlecht des Kindes erfahren hatte, soll sie der Darstellung des Herzogs von Croÿ nach in Tränen ausgebrochen sein. Man taufte das Mädchen auf den Namen Marie Thérèse und gab ihm die Titel Madame Royale oder Madame, Tochter des Königs, so dass die Gräfin von Provence ihren Titel Madame beibehalten konnte. Die Geburt des  Mädchens erleichterte und erfreute nach den langen Jahren der Kinderlosigkeit nicht nur das französische Königspaar, sondern löste auch einen enthusiastischen Jubel in ganz Frankreich aus und steigerte zunächst die Beliebtheit des jungen Königspaares immens.
Traditionell wurden die Königskinder der Erzieherin der Kinder von Frankreich übergeben, so auch Prinzessin Marie Thérèse. Für vier Jahre kam sie in die Obhut von Victoire Armande Josèphe de Rohan, Fürstin von Guémené (1743–1807). Wie jede andere französische Prinzessin wuchs auch Marie Thérèse in großem Luxus auf. Ihre Mutter nahm sich die Freiheit, ihre Kinder oft um sich zu haben, um mit ihnen zu spielen und zu lernen, was eine Generation zuvor noch als unmöglich galt.

### Französische Revolution
Frankreich zählte Ende des 18. Jahrhunderts etwa 25 Millionen Einwohner, wovon 98 % Bauern und Bürger waren, die unter der finanziellen und wirtschaftlichen Dominanz des Adels und der hohen Geistlichkeit litten. Die Unzufriedenheit des französischen Volkes wuchs beständig und gipfelte schließlich im Ausbruch der Französischen Revolution.
Nach dem Sturm auf die Bastille am 14. Juli 1789 konnte die „heile Welt“ im Versailler Schloss noch einige Zeit aufrechterhalten werden. In der Nacht vom 5. auf den 6. Oktober 1789 zogen Pariser Marktfrauen, die sogenannten Poissarden („Fischweiber“), und auch einige als Frauen verkleidete Männer nach Versailles, um vom König Brot zu fordern. Nachdem das Volk in jener Nacht den Palast gestürmt hatte, wurde die königliche Familie in den Tuilerienpalast nach Paris überführt. Im Juni 1791 scheiterte die Königsfamilie bei ihrem Versuch, aus Paris zu entkommen (Flucht nach Varennes).
Nach dem Tuileriensturm am 10. August 1792 wurde der König seines Amtes enthoben und die Königsfamilie im Temple einquartiert. Während der König den jungen Dauphin in Latein, Geschichte und Geografie unterwies, wurde Madame Royale von der Königin und Madame Elisabeth, der jüngsten Schwester von Ludwig XVI., in dieser Haft in Musik unterrichtet. Ihr Vater König Ludwig wurde am 21. Januar 1793 enthauptet, ihre Mutter Marie-Antoinette folgte am 16. Oktober 1793. Es gingen Gerüchte um, dass Marie Thérèse während der Haft im Temple von Gefängniswächtern sexuell missbraucht wurde und als Folge sogar schwanger geworden sein könnte.

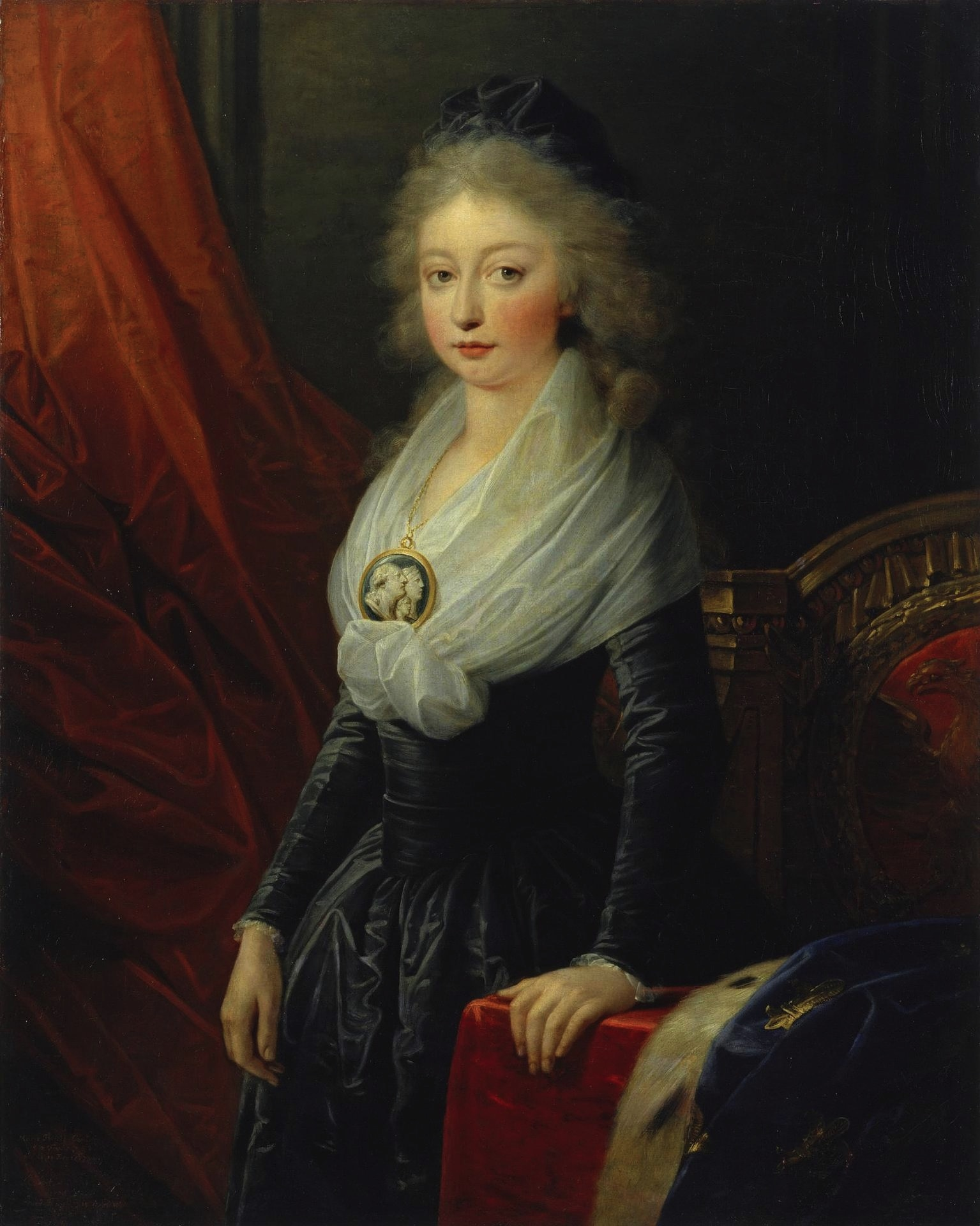
Marie Thérèse um 1796, Gemälde von Heinrich Füger

Marie Thérèses Bruder Louis Charles, der seit dem frühen Tod seines älteren Bruders der letzte Dauphin war, starb am 8. Juni 1795 in Paris. Prinzessin Marie Thérèse war nun das einzige überlebende Kind des einstigen französischen Königspaares. Erst im August 1795 klärte man sie über das Schicksal ihrer Eltern auf. Am 18. Dezember 1795, am Tag vor ihrem 17. Geburtstag, wurde sie schließlich freigelassen. Man übergab sie am 26. Dezember 1795 bei Basel im Austausch für Armand Gaston Camus, Pierre Riel de Beurnonville, Jean-Baptiste Drouet, Hugues-Bernard Maret, Nicolas Marie Quinette, Charles Louis Huguet und 16 andere französische Kriegsgefangene. Sie wurde nun nach Wien gebracht, dem Geburtsort ihrer Mutter. Am 9. Januar 1796 traf sie am Wiener Hof ein, 22 Tage nach ihrer Befreiung aus dem Temple.

### Herzogin von Angoulême

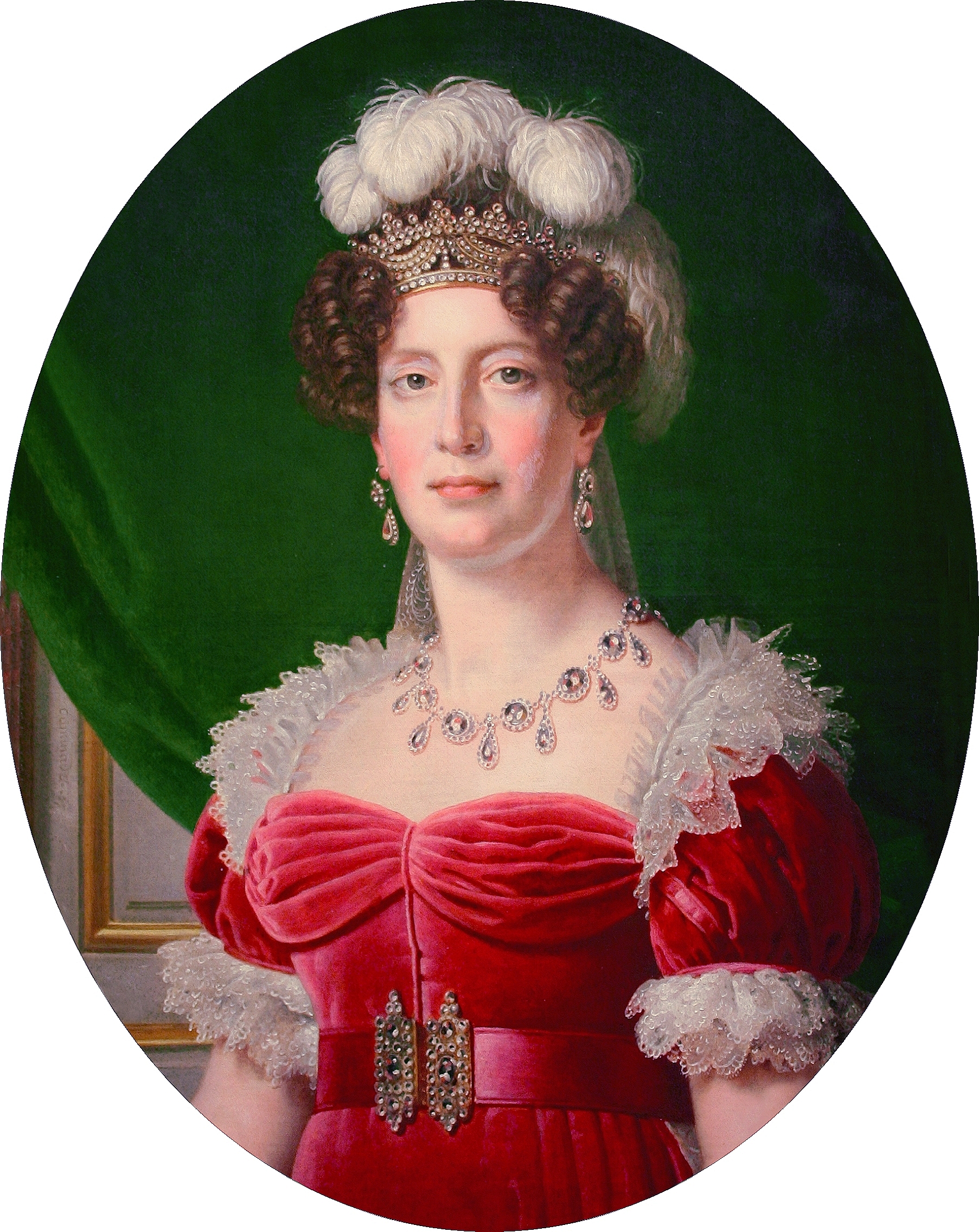
Marie Thérèse 1827, Gemälde von Alexandre-François Caminade

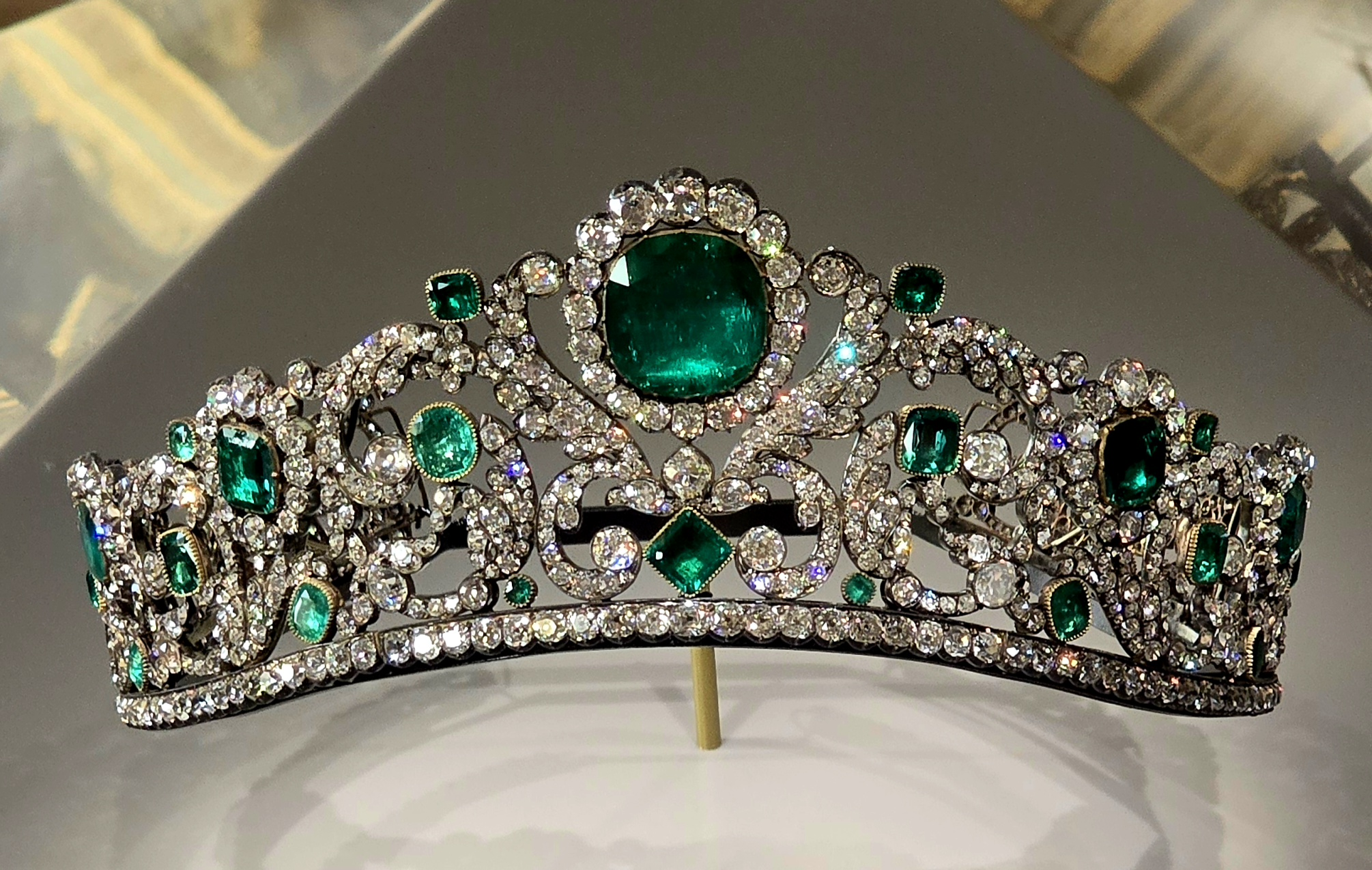
Diadem der Herzogin von Angoulême, ausgestellt im Pariser Louvre

Grab der Marie Thérèse von Bourbon in Kostanjevica

Gegen den Willen ihres Cousins, des Kaisers Franz II., heiratete Marie Thérèse am 10. Juni 1799 ihren französischen Cousin Louis Antoine d’Artois, Herzog von Angoulême. Da sie die einzige Überlebende der Königsfamilie war, sollte dadurch das Auslandsvermögen der Bourbonen für die restliche Familie erhalten bleiben.
Marie Thérèse spielte eine wichtige Rolle während der Restauration in Frankreich (1814/1815–1830) und setzte sich für die restlose Wiederherstellung der Monarchie ein. Nach fast 25 Jahren im Exil bestieg der jüngere Bruder ihres Vaters 1814 als Ludwig XVIII. den französischen Thron. Seine Politik wurde wesentlich von der Herzogin von Angoulême mitgeprägt. Da er bei seinem Tod 1824 keinen männlichen Erben hinterließ, wurde sein jüngerer Bruder, der Onkel und Schwiegervater der Herzogin, als Karl X. König von Frankreich.
Zeitweise übernahm sie die Erziehung ihres Neffen Henri, Herzog von Bordeaux, und ihrer Nichte, der späteren Herzogin von Parma Louise Marie Thérèse d’Artois. Zwischen der Herzogin und den beiden Kindern entwickelte sich ein inniges Vertrauensverhältnis. Die Legitimisten und Marie Thérèse sahen in Henri den zukünftigen Herrscher Frankreichs.
Durch die Revolution von 1830, die Louis-Philippe von Orléans auf den Thron brachte, wurde die Herzogin gezwungen, Frankreich wieder zu verlassen. Im Jahr 1836 starb Karl X. im Exil. Nach Auffassung der Legitimisten folgte ihm sein Sohn Louis-Antoine, Herzog von Angoulême – also ihr Gemahl – als Ludwig XIX. nach. Somit wurde Marie-Thérèse nach legitimistischer Auffassung bis zum Tode ihres Gatten Titularkönigin von Frankreich.
Nach dem Tod des Herzogs von Angoulême 1844 zog die Herzogin schließlich nach Schloss Frohsdorf um. Da ihr eigene Nachkommen versagt geblieben waren, suchte sie oft die Nähe von Kindern. Im Jahr 1850 reiste sie nach Venedig und Parma; Anfang 1851 besuchte sie ihre Verwandtschaft in Wien.
Marie Thérèse schrieb am 1. Juli 1851 ihr Testament. Am 13. Oktober erkrankte sie an einer Lungenentzündung mit Pleuritis und starb am 19. Oktober 1851 um 11:17 Uhr auf Schloss Frohsdorf. Ihr Leichnam wurde am 28. Oktober im Franziskanerkloster Kostanjevica in Nova Gorica im heutigen Slowenien beigesetzt.

## Mythos der Dunkelgräfin
Seit spätestens 1852 vertraten einige Historiker die Auffassung, Marie Thérèse sei während ihrer Gefangenschaft im Temple geschwängert worden oder habe unter psychischen Problemen gelitten und sei ihrer Aufgabe, die königliche Familie im Ausland zu repräsentieren, nicht mehr gewachsen gewesen. Sie sei deshalb, so eine Vertauschungsthese, durch ihre angebliche Halbschwester Ernestine Lambriquet ersetzt worden; diese habe sich fortan als Prinzessin Marie Thérèse von Frankreich und später als Herzogin von Angoulême ausgegeben.
Die echte Marie Thérèse hingegen habe sich vor der Öffentlichkeit verbergen müssen. Nach verschiedenen Aufenthalten in ganz Europa habe sie ab 1807 mit ihrem Begleiter in Hildburghausen in Thüringen gelebt und ab 1810 im nahen Schloss von Eishausen. Sie sei jene geheimnisvolle Frau, die im Schloss von Eishausen bis zu ihrem Tod 1837 ein von ihrem Begleiter streng überwachtes abgeschiedenes Leben führte und später wegen ihrer häufigen Verschleierung Dunkelgräfin genannt wurde. Der Begleiter starb 1845 in Eishausen und liegt mit der Bezeichnung „Dunkelgraf“ auf dem dortigen Friedhof begraben. Nach seinem Tod wurde ein Brief gefunden, in dem er schrieb, die Verstorbene stamme ursprünglich aus Westfalen. Sie sei bei ihrem Tod 58 Jahre alt gewesen und habe Sophia Botta geheißen. Dennoch hielt sich hartnäckig der Mythos, Marie Thérèse de Bourbon sei die Dunkelgräfin gewesen.
Am 15. Oktober 2013 wurde das namenlose Grab der Dunkelgräfin auf Initiative des MDR Thüringen für einen DNA-Test geöffnet. Es wurden Sargnägel und Teile eines Skeletts geborgen. Der Vergleich ihrer DNA mit der von heute lebenden Nachfahren der Familie von Marie-Antoinette ergab, dass Marie Thérèse de Bourbon nicht die Dunkelgräfin gewesen sein kann.

## Memoiren
- Memoire ecrit par Marie-Therese-Charlotte de France. Paris 1817 (überarbeitete Fassung von 1805).
- Mémoire écrit par Marie-Thérèse-Charlotte de France sur la captivité des princes et princesses ses parents depuis le 10 d'août 1792 jusqu'à la mort de son frère arrivée le 9 de juin 1795. Librairie Plon, Paris 1892.
- Journal de Marie-Thérèse de France, duchesse d'Angoulême, 5 octobre 1789 – 2 septembre 1792. Firmin-Didot, Paris 1893.
  - (engl.) Katharine Prescott Wormeley: The Ruin of a Princess. As Told by The Duchesse d'Angouleme. The Lamb Publishing Co., New York 1912.